# SummerSlam (2014)
SummerSlam (2014) foi um evento em pay-per-view de wrestling profissional e evento da WWE Network produzido pela WWE que aconteceu em 17 de agosto de 2014, no Staples Center em Los Angeles, Califórnia. Esta foi a vigésima-sétima edição na cronologia do SummerSlam e a sexta consecutiva a ocorrer no Staples Center.
Oito lutas foram disputadas no card principal do evento e uma luta ocorreu no pré-show, que foi transmitido na WWE Network. O evento principal viu Brock Lesnar derrotar John Cena para vencer o WWE World Heavyweight Championship pela quarta vez. Em outras lutas importantes, Seth Rollins derrotou Dean Ambrose em uma luta lumberjack, Stephanie McMahon derrotou Brie Bella e Roman Reigns derrotou Randy Orton. O evento teve 147.000 compras (excluindo visualizações da WWE Network), abaixo das 296.000 compras do ano anterior.

## Produção

### Conceito
SummerSlam é um pay-per-view anual, produzido todo mês de agosto pela WWE desde 1988. Chamado de "A Maior Festa do Verão", é um dos quatro pay-per-views originais da promoção, junto com a WrestleMania, Royal Rumble e Survivor Series, apelidados de "Big Four". É considerado o segundo maior evento da WWE do ano, atrás da WrestleMania. O evento de 2014 foi o vigésimo sétimo evento na cronologia SummerSlam.

### Histórias
O card consistiu em nove lutas, incluindo uma no pré-show, que resultaram de enredos roteirizados, onde os lutadores retratavam vilões, heróis ou personagens menos distinguíveis em eventos roteirizados que criaram tensão e culminaram em uma luta ou série de lutas, com resultados pré-determinados pelos escritores da WWE, enquanto as histórias se desenvolveram nos programas de televisão da WWE, Raw e SmackDown.
No Payback, Brie Bella deixou a WWE depois que seu marido Daniel Bryan recebeu um ultimato da principal proprietária da WWE Stephanie McMahon para perder o WWE World Heavyweight Championship ou demitiria Brie. Brie decidiu desistir e deu um tapa na cara de Stephanie. Após esse incidente, McMahon colocava repetidamente a irmã gêmea de Brie, Nikki Bella, em lutas que invariavelmente terminavam com Nikki sendo espancada. No Raw de 21 de julho, Brie voltou à WWE como uma fã na plateia para apoiar sua irmã, mas foi esbofeteada por McMahon, que veio ao ringue para confrontá-la. Mais tarde naquela noite, Stephanie foi presa pela polícia por agressão, devido a Brie não fazer parte do roster da WWE. Na semana seguinte no Raw, Brie confrontou Stephanie e disse que desistiria das acusações, desde que Stephanie a recontratasse e aceitasse seu desafio para uma luta no SummerSlam, que Stephanie aceitou. No episódio de 11 de agosto do Raw, Stephanie trouxe Megan Miller, a fisioterapeuta de Bryan, que confessou ter um caso com seu cliente. Uma Brie enfurecida invadiu o ringue e deu um tapa em Megan antes de atacar Stephanie. Mais tarde naquela noite, Brie foi presa pela polícia depois que Stephanie revelou que Megan estava apresentando uma queixa contra ela.
No Battleground, AJ Lee derrotou Paige para reter o Divas Championship. Na edição de 21 de julho do Raw, Paige atacou AJ depois que elas derrotaram Emma e Natalya. Na edição de 28 de julho do Raw, AJ confrontou e atacou Paige. Na edição de 1º de agosto do SmackDown, depois que AJ derrotou Rosa Mendes, Paige atacou AJ e a jogou para fora da rampa do palco, resultando em AJ sofrendo uma lesão no pescoço. Em 4 de agosto, foi anunciado no WWE.com que AJ iria defender o título contra Paige no SummerSlam.
No episódio do Raw de 30 de junho, Chris Jericho fez seu retorno inesperado à WWE, mas acabou sendo atacado pela Wyatt Family. Isso levou a uma luta no Battleground, onde Jericho derrotou Bray Wyatt. No episódio de 21 de julho do Raw, Jericho teria Wyatt em seu show Highlight Reel, mas a Wyatt Family atacou Jericho no vestiário. No Raw de 28 de julho, Triple H fez o anúncio oficial da revanche entre Wyatt e Jericho no SummerSlam. Na edição de 1º de agosto do SmackDown, Jericho derrotou Erick Rowan, banindo Rowan do ringue durante a luta no SummerSlam conforme estipulação da luta. Na edição de 4 de agosto do Raw, Jericho derrotou Luke Harper por desqualificação devido à interferência de Wyatt, fazendo com que Harper fosse banido do ringue.
No Battleground, John Cena derrotou Randy Orton, Kane e Roman Reigns para reter o WWE World Heavyweight Championship. Na noite seguinte no Raw, Brock Lesnar voltou à WWE e foi escolhido pelo COO da WWE Triple H para enfrentar Cena no SummerSlam pelo título.
No Battleground, Rusev derrotou Jack Swagger por countout. Na edição de 22 de julho do Main Event, Swagger derrotou Rusev por desqualificação após Rusev acertar Swagger com uma bandeira russa. Na edição de 1º de agosto do SmackDown, depois que Swagger derrotou Cesaro, Lana apareceu junto com Rusev e desafiou Swagger para uma luta de bandeiras no SummerSlam em nome de Rusev, que Zeb Colter aceitou em nome de Swagger.
No Battleground, The Miz venceu uma batalha real de 19 homens para vencer o Intercontinental Championship, eliminando por último Dolph Ziggler. Na edição de 21 de julho do Raw, Ziggler derrotou Miz em uma luta sem título. Na edição de 28 de julho do Raw, Ziggler e The Usos derrotaram Miz e RybAxel. Em 4 de agosto, foi anunciado no WWE.com que Miz iria defender o título contra Ziggler no SummerSlam.
No Battleground, Seth Rollins derrotou Dean Ambrose por desistência quando Ambrose foi expulso da arena por Triple H por atacar Rollins antes da luta. Na edição de 4 de agosto do Raw, Triple H anunciou que Ambrose e Rollins se enfrentariam no SummerSlam. Triple H também anunciou que Ambrose e Rollins enfrentariam Alberto Del Rio e Rob Van Dam, respectivamente, no desafio Beat the Clock, e o vencedor escolheria a estipulação para a luta no SummerSlam. Ambrose derrotou Del Rio para definir o tempo de 15:42. Van Dam foi trocado no último minuto por Heath Slater, que derrotou Rollins, dando a Ambrose o direito de escolher. Na edição de 8 de agosto do Smackdown, Ambrose anunciou que sua luta no SummerSlam seria uma luta lumberjack.
Na edição de 21 de julho do Raw, Roman Reigns derrotou Kane e Randy Orton em uma luta handicap e atacou Orton durante o anúncio de Triple H sobre quem enfrentaria John Cena no SummerSlam pelo WWE World Heavyweight Championship. Na edição de 28 de julho do Raw, Orton atacou Reigns antes de sua luta contra Kane. Na edição de 1º de agosto do Smackdown, Orton desafiou Reigns para uma luta no SummerSlam. Em 4 de agosto, foi anunciado no WWE.com que Orton enfrentaria Reigns no SummerSlam.
Em 16 de agosto, foi anunciado no WWE.com que Cesaro enfrentaria Rob Van Dam no pré-show do SummerSlam.

## Evento
| Função:                   | Nome:                    |
| ------------------------- | ------------------------ |
| Comentaristas em inglês   | Michael Cole             |
| Comentaristas em inglês   | John "Bradshaw" Layfield |
| Comentaristas em inglês   | Jerry Lawler             |
| Comentaristas em espanhol | Carlos Cabrera           |
| Comentaristas em espanhol | Marcelo Rodriguez        |
| Entrevistador             | Tom Phillips             |
| Anunciadores de ringue    | Justin Roberts           |
| Anunciadores de ringue    | Lilian Garcia            |
| Árbitros                  | Mike Chioda              |
| Árbitros                  | Charles Robinson         |
| Árbitros                  | Darrick Moore            |
| Árbitros                  | Chad Patton              |
| Árbitros                  | Ryan Tran                |
| Árbitros                  | Rod Zapata               |
| Painel do pré-show        | Renee Young              |
| Painel do pré-show        | Booker T                 |
| Painel do pré-show        | Ric Flair                |
| Painel do pré-show        | Alex Riley               |

### Pré-show
A luta do pré-show do SummerSlam viu Rob Van Dam derrotar Cesaro com um Five-Star Frog Splash. Um show analítico que foi apresentado por Renee Young consistiu em um painel que continha Booker T, Alex Riley e Ric Flair. Hulk Hogan também fez uma aparição no evento antes do show principal começar, promovendo a WWE Network para o público.

### Lutas preliminares
O evento começou com The Miz defendendo o Intercontinental Championship contra Dolph Ziggler. O final viu Miz executar um Skull Crushing Finale em Ziggler para uma contagem de dois. Ziggler executou um Zig Zag em Miz para vencer o título.
Em seguida, AJ Lee defendeu o Divas Championship contra Paige. A luta terminou quando AJ aplicou o Black Widow em Paige, que transformou o Black Widow em um Ram Paige para vencer o título.
Depois disso, Rusev enfrentou Jack Swagger em uma luta de bandeiras. Rusev tentou atacar Swagger antes da luta, mas Swagger contra-atacou em um Patriot Lock, enfraquecendo assim o tornozelo de Rusev. No final, Swagger desistiu para o Accolade, o que significa que Rusev venceu por submissão técnica. Após a luta, Rusev atacou Zeb Colter enquanto ele cuidava do caído Swagger e o Hino Nacional da Rússia foi tocado para Rusev.
Na quarta luta, Seth Rollins enfrentou Dean Ambrose em uma luta  lumberjack. Depois que os dois homens lutaram nas arquibancadas da arena e atacaram os lumberjacks ao lado do ringue, Kane apareceu para tentar restaurar a ordem. Ambrose executou um Curb Stomp em Rollins, mas Kane interferiu e interrompeu o pinfall, iniciando uma briga envolvendo todos os lumberjacks. Rollins bateu no distraído Ambrose com a pasta do Money in the Bank para vencer a luta.
Em seguida, Chris Jericho enfrentou Bray Wyatt, com Luke Harper e Erick Rowan banidos do ringue. Jericho executou um Codebreaker em Wyatt para uma contagem de dois. No final, Wyatt executou um Sister Abigail na barricada em Jericho. Wyatt executou outro Sister Abigail em Jericho para vencer a luta.
Depois disso, Stephanie McMahon enfrentou Brie Bella. Stephanie dominou o início da luta e rebateu uma tentativa de suicide dive batendo o rosto de Brie no tapete. Stephanie realizou um DDT para uma contagem de dois. Brie finalmente ganhou a vantagem e deu um missile-dropkick em Stephanie para uma contagem de dois. Em seguida, Triple H apareceu, seguido por Nikki Bella. Triple H puxou o árbitro para fora do ringue quando Brie aplicou o Yes! Lock, levando Brie a fazer um baseball slide. Nikki então entrou no ringue, aparentemente para evitar que Stephanie escapasse, mas em vez disso atacou sua irmã, tornando-se uma heel. Stephanie então executou um Pedigree em Brie para vencer a luta.
Na sétima luta, Randy Orton enfrentou Roman Reigns. Após a ação para frente e para trás, Reigns executou um Superman Punch e tentou um Spear, mas Orton respondeu com um Snap Scoop Powerslam para uma contagem de dois. Reigns tentou um Leaping Clothesline, mas Orton respondeu com um RKO para mais uma contagem de dois. Orton tentou um Punt Kick, mas Reigns contra-atacou e executou um Spear para vencer a luta.

### Evento principal

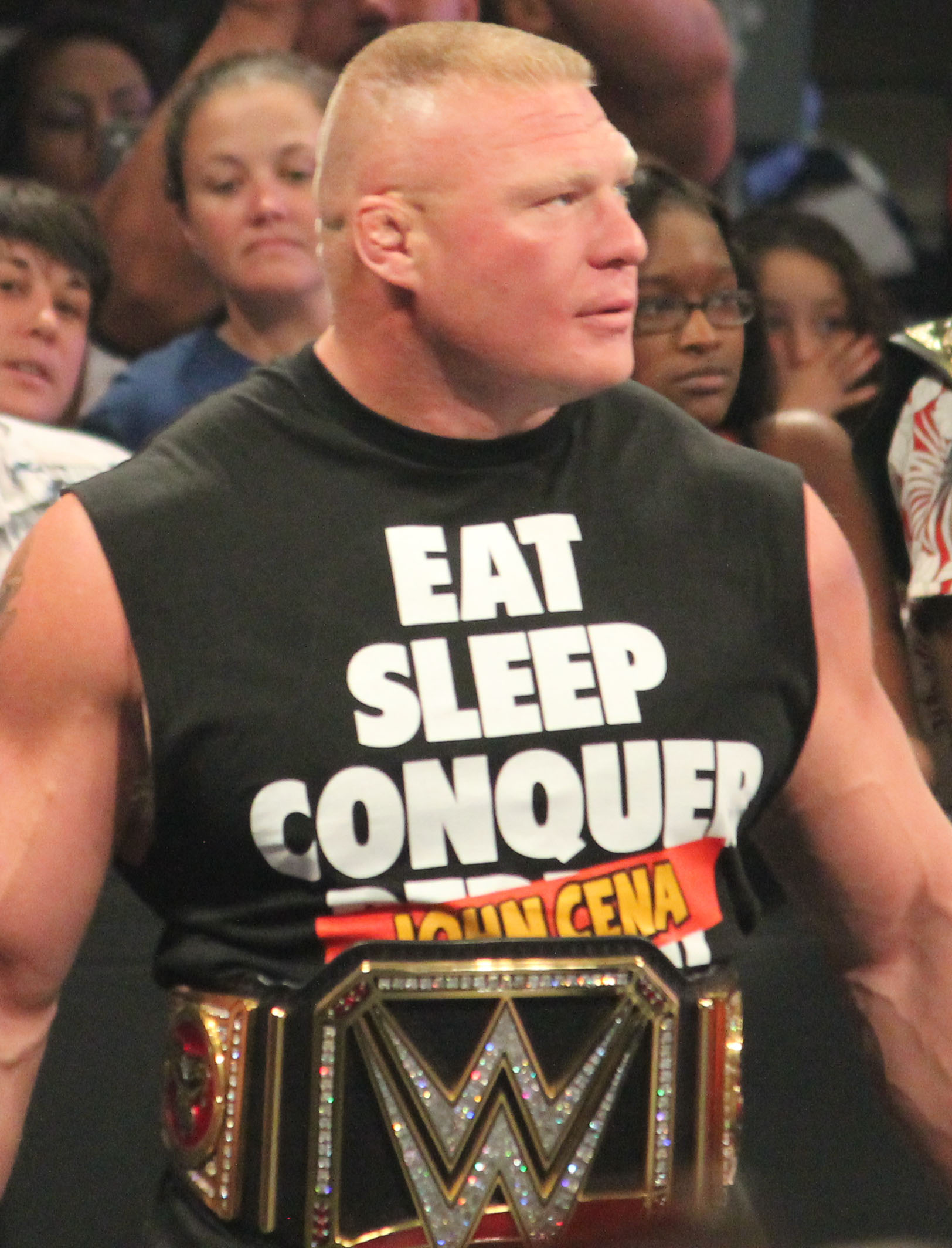
No SummerSlam, Lesnar venceu o WWE World Heavyweight Championship pela quarta vez.

No evento principal, John Cena defendeu seu WWE World Heavyweight Championship contra Brock Lesnar. Nos primeiros 30 segundos da luta, Lesnar executou um F-5 em Cena para uma contagem de dois. Depois, a luta foi uma derrota unilateral. Lesnar executou 2 german suplexes e um vertical suplex em Cena. Cena, por sua vez, conseguiu apenas um ataque breve e ineficaz. Lesnar executou mais 4 german suplexes e depois foi para a contagem em Cena, que fez o kick out. Lesnar mais uma vez executou 2 german suplexes nele. Ao tentar um terceiro, Cena bateu na cabeça de Lesnar com o cotovelo. Quando Lesnar tentou um segundo F-5, Cena respondeu e executou um Attitude Adjustment para uma contagem de dois. Lesnar então começou a se sentar (imitando The Undertaker) e rir. Ele executou mais 7 german suplexes em Cena, não o liberando em alguns pontos. Cena aplicou o STF em Lesnar, mas Lesnar escapou e executou um segundo F-5 para vencer o título.

## Depois do evento
Na noite seguinte no Raw, Stephanie McMahon veio ao som da música de Daniel Bryan para comemorar sua vitória. Ela também convidou Nikki Bella para falar sobre sua traição. Nikki disse que ela e Brie deveriam formar uma equipe, mas que ela se sentiu traída pelas ações de Brie ao deixar a empresa no Payback. Brie saiu e confrontou Nikki, mas Nikki disse que nunca a perdoaria e deu um tapa no rosto de Brie (cimentando seu heel-turn), deixando Brie em lágrimas.
No mesmo evento, Seth Rollins foi vítima de um Desafio do Balde de Gelo e espancamento de Dean Ambrose durante um segmento de entrevista. Triple H então organizou uma revanche do SummerSlam para 'acabar' com Ambrose, com o WWE Universe votando sobre a estipulação; a votação foi feita para uma luta Falls Count Anywhere. Ambrose estava se aproximando de uma vitória quando Kane (que estava sentado ao lado do ringue) mais uma vez interferiu e armou Ambrose para Rollins executar um Curb Stomp através de uma pilha de blocos de concreto ao lado da mesa dos comentaristas. Rollins foi premiado com a vitória por nocaute e Ambrose foi expulso da arena. Foi então relatado que Ambrose recusou o tratamento e “desapareceu” posteriormente. O enredo foi colocado em prática para permitir a ausência de Ambrose da televisão para filmar o filme 12 Rounds 3: Lockdown. Ambrose voltou no Night of Champions e atacou Rollins antes de ser levado pelos seguranças.
Também no Raw, Dolph Ziggler enfrentou The Miz em uma revanche pelo seu recém-conquistado Intercontinental Championship e manteve o título, embora Miz tenha vencido a luta por countout quando Ziggler caiu no chão. Miz derrotaria Ziggler no Night of Champions e venceria Intercontinental Championship pela quarta vez, embora Ziggler o ganhasse de volta na noite seguinte no Raw.
A Authority revelou um novo cinturão (posteriormente retirando o Big Gold Belt) para representar o WWE World Heavyweight Championship que foi apresentado a Brock Lesnar. Na edição de 19 de agosto do Main Event, Triple H anunciou mais tarde que John Cena iria invocar sua cláusula de revanche no Night of Champions. No Night Of Champions, Cena quase derrotou Lesnar, mas como Cena foi atacado por Seth Rollins, Cena obteve uma vitória por desqualificação e Lesnar manteve o título.
Depois de reconquistar o Divas Championship, Paige e AJ Lee continuaram sua rivalidade, com AJ distraindo Paige duas vezes e fazendo com que Paige perdesse durante as lutas contra Natalya. A Authority fez uma luta Triple Threat, adicionando Nikki Bella para Night of Champions. AJ recuperaria o título fazendo Paige desistir.
Na edição de 25 de agosto do Raw, Cesaro derrotou Rob Van Dam em uma revanche para se tornar o desafiante número um ao United States Championship de Sheamus. O confronto foi oficialmente confirmado pela WWE em 29 de agosto, quando foi anunciado que a luta pelo título aconteceria no Night of Champions. No Night Of Champions, Sheamus derrotou Cesaro e manteve o título.
Depois de derrotar Jack Swagger em uma luta de bandeiras, Rusev estava comemorando sua vitória até ser atacado por Mark Henry. Nas semanas seguintes, eles interfeririam nas lutas um do outro. Henry então desafiou Rusev para uma luta no Night of Champions, jurando ser o primeiro a derrotar Rusev. Rusev faria Henry desistir no Nigh of Champions.
A rivalidade de Chris Jericho com Bray Wyatt terminou na edição de 8 de setembro do Raw, com Wyatt derrotando Jericho em uma luta steel cage.

## Resultados
| Nº                                          | Resultados                                                             | Estipulações                                                        | Tempo |
| ------------------------------------------- | ---------------------------------------------------------------------- | ------------------------------------------------------------------- | ----- |
| Pré- show                                   | Rob Van Dam derrotou Cesaro                                            | Luta individual                                                     | 8:06  |
| 1                                           | Dolph Ziggler derrotou The Miz (c)                                     | Luta individual pelo [[WWE Intercontinental Championship\|]]        | 7:57  |
| 2                                           | Paige derrotou AJ Lee (c)                                              | Luta individual pelo WWE Divas Championship                         | 4:55  |
| 3                                           | Rusev (com Lana) derrotou Jack Swagger (com Zeb Colter) por nocaute    | Luta de bandeiras                                                   | 9:01  |
| 4                                           | Seth Rollins derrotou Dean Ambrose                                     | Luta Lumberjack                                                     | 10:55 |
| 5                                           | Bray Wyatt derrotou Chris Jericho                                      | Luta individual Erick Rowan e Luke Harper estavam banidos do ringue | 12:53 |
| 6                                           | Stephanie McMahon (com Triple H) derrotou Brie Bella (com Nikki Bella) | Luta individual                                                     | 11:06 |
| 7                                           | Roman Reigns derrotou Randy Orton                                      | Luta individual                                                     | 16:30 |
| 8                                           | Brock Lesnar (com Paul Heyman) derrotou John Cena (c)                  | Luta individual pelo WWE World Heavyweight Championship             | 16:05 |
| (c) – Refere-se aos campeões antes da luta. |                                                                        |                                                                     |       |

1. ↑  Os lumberjacks eram: Big E, Bo Dallas, Cesaro, Curtis Axel, Damien Sandow, Erick Rowan, Fandango, Goldust, Heath Slater, Jey Uso, Jimmy Uso, Kane, Kofi Kingston, Luke Harper, R-Truth, Rob Van Dam, Ryback, Sin Cara, Stardust, e Titus O'Neil.